# Boris Vasković
Boris Vasković (Sarajevo, 14 settembre 1975) è un ex calciatore serbo.

## Palmarès

### Club

#### Competizioni nazionali
- Coppa di Serbia e Montenegro: 1

Smederevo: 2002-2003